# 桑德里奇鎮區 (伊利諾伊州傑克遜縣)
桑德里奇鎮區（英語：Sand Ridge Township）是位於美國伊利諾伊州傑克遜縣的一個行政鎮區。

## 地方資料
根據2010年美國人口普查的數據，桑德里奇鎮區的面積為94.20平方千米，當中陸地面積為91.80平方千米，而水域面積為2.40平方千米。當地共有人口786人，而人口密度為每平方千米8.34人。